# Pfalz D.XI-XV
Die Pfalz D.XII war ein Jagdflugzeug der Pfalz Flugzeugwerke, das von der deutschen Fliegertruppe in der Endphase des Ersten Weltkriegs eingesetzt wurde.

## Entwicklung
Anfang 1918 sandte die Idflieg (Inspektion der Fliegertruppen) eine detaillierte Studie über das französische Jagdflugzeug SPAD S.VII und deren Tragflächenkonstruktion an die deutschen Flugzeughersteller. Das 15-köpfige Ingenieurteam des Flugzeugherstellers Pfalz unter den Brüdern Alfred und Ernst Eversbusch und dem Chefkonstrukteur Oberingenieur Rudolf Geringer arbeitete bereits seit November 1917 an elf verschiedenen Entwürfen, und der technische Direktor Ernst Eversbusch stellte schließlich einen Prototyp auf Basis der Pfalz D.III mit Tragflächen vor, die denen der SPAD nachgebaut waren.
Wie bei der D.III verwendeten die Konstrukteure auch für den neuen Prototyp den Mercedes D IIIa-Motor, allerdings in der leistungsgesteigerten 180-PS-Ausführung D.IIIaü. Diese als Pfalz D.XI bezeichnete Maschine besaß den für die Pfalz D.III typischen, sehr stabilen Sperrholz-Wickelrumpf mit ovalem Querschnitt, hatte jedoch im Gegensatz zu ihrem Vorgänger anstatt des Tragflächenkühlers einen Automobil-Frontkühler, ähnlich wie die Fokker D.VII. Der Prototyp absolvierte im März 1918 seinen Erstflug, kam jedoch nicht zur Serienfertigung.
Unter dem Eindruck der alles dominierenden Fokker D.VII wurden weitere Modifikationen vorgenommen, und vom 27. Mai bis 21. Juni 1918 wurden zwei Pfalz-D.XII-Prototypen mit Mercedes D IIIa bzw. BMW-IIIa-Motor und zwei luftgekühlten, synchronisierten LMG MG 08/15 (7,92 mm) für das zweite Jagdflugzeug-Vergleichsfliegen in Berlin-Adlershof zur Verfügung gestellt, wo diese durch erfahrene Frontflieger mit den verschiedenen Jagdflugzeugtypen verglichen wurden. Die Typenprüfung zur offiziellen Abnahme fand am 19. Juni 1918 statt. Nach den zahlreichen Testflügen sprach sich nur Ernst Udet zugunsten der D.XII mit BMW-Motor aus. Er gab ihr den Vorzug vor der Fokker D.VII, und auch die bayerische Regierung machte Druck (die Pfalz (Bayern) gehörte zum Königreich Bayern), so dass Pfalz einen Großauftrag von 500 Stück für die D.XII erhielt. Da die BMW-Motoren bevorzugt für den Bau der Fokker D.VII zugewiesen wurden, musste Pfalz den etwas schwächeren Mercedes D III-Motor einbauen.
Die geforderte Monatsrate von 150 Stück erreichte die Produktion der Pfalz-Werke nicht, obwohl die Fertigung der Pfalz D.IIIa zugunsten der D.XII eingestellt worden war. Probleme mit dem Kühler, der senkrechte Röhren anstatt der üblichen Wabenzellen verwendete, verzögerten die Auslieferung der ersten D.XII bis Ende Juni, als die ersten Maschinen an die Front geliefert wurden. Die ersten 200 Exemplare hatten eine rechteckige Heckflosse, während spätere Flugzeuge ein größeres und abgerundetes Seitenruder erhielten. Im August und September wurde die Produktion gesteigert und mehr als 200 Flugzeuge pro Monat verließen nun die Montagehallen.

## Einsatz

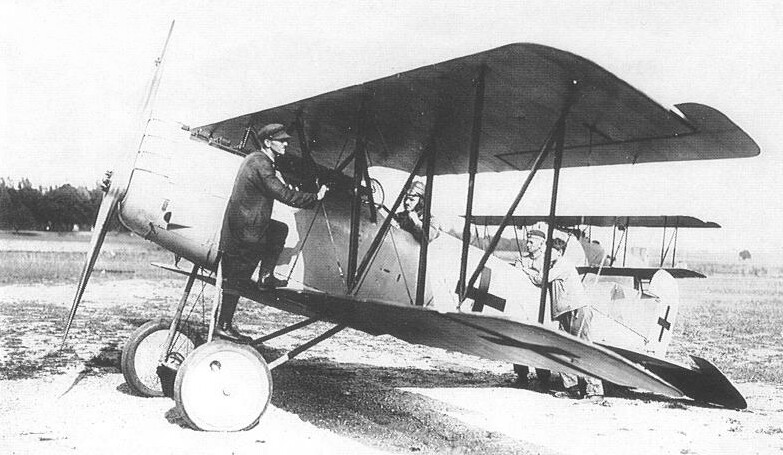
Testpilot Otto August in einer Pfalz D.XII

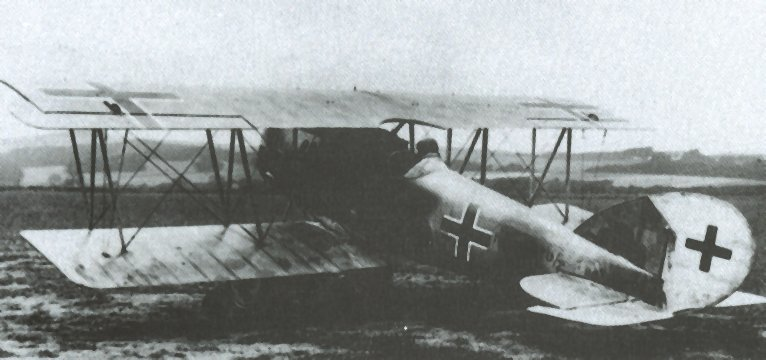
Erbeutete Pfalz D.XII (Nr. 1970/18) in Kanada nach dem Krieg

Die D.XII gelangte im Juli 1918 an die Front. Zehn Jagdstaffeln, darunter die vier des bayerischen Jagdgeschwaders IV, flogen die D.XII. Oft wurden die Einheiten mit anderen Typen gemischt, nur die an ruhigeren Frontabschnitten operierenden Jastas wurden einheitlich mit D.XII ausgestattet.
Die D.XII war zwar gegenüber den veralteten Albatros D.V, Fokker Dr.I und Pfalz D.III eine deutliche Verbesserung, die Jagdflieger zogen jedoch grundsätzlich die Fokker D.VII vor. Leutnant Rudolf Stark, Führer der Jasta 35, wies seine Piloten an, stets vorsichtshalber unter den Fokkern der Staffel zu bleiben. Die Piloten der Staffel 71 lehnten die Übernahme der Pfalz D.XII so entschieden ab, dass ein Werksflieger in einem Scheinluftkampf gegen den Staffelführer mit dessen Fokker D.VII antreten musste und unterlag. Rein äußerlich konnte die Pfalz D.XII allerdings schnell mit der Fokker D.VII verwechselt werden. Die Maschine war sehr stabil und geübte Piloten konnten durchaus mit den Fokkern Schritt halten oder diese sogar überholen. Allerdings waren die Pfalz D.XII-Jäger schwerer, stiegen langsamer, zeigten sich weniger wendig, verloren im Kurvenflug an Höhe oder kippten sogar ab und reagierten plumper und schwerfälliger auf den Steuerknüppel als die sensible Fokker.
Sie brauchte einen längeren Startanlauf, auch die Landung war schwierig, zumal das Fahrgestell nicht besonders stabil war. Die Mechaniker klagten über die umständliche Verspannung der zweistieligen Tragflächen, die deutlich mehr Wartungsaufwand bedeuteten als die verspannungsfreie Fokker mit ihren freitragenden Tragflächen.
Zwischen 750 und 800 D.XII wurden bis zum Waffenstillstand hergestellt.

Leistungsvergleich von Jagdeinsitzern im Fronteinsatz zum Ende des Ersten Weltkriegs:
| Name                   | Staat                  | Erstflug   | Indienststellung | Motorleistung | max. Geschwindigkeit | Startmasse | Bewaffnung (MG) | Gipfelhöhe | Stückzahl |
| ---------------------- | ---------------------- | ---------- | ---------------- | ------------- | -------------------- | ---------- | --------------- | ---------- | --------- |
| Albatros D.III         | Deutsches Reich        | 1916-08-01 | 1917-01-15       | 170 PS        | 165 km/h             | 886 kg     | 2               | 5.500 m    | 1352      |
| S.E.5a                 | Vereinigtes Königreich | 1916-11-22 | 1917-03-15       | 200 PS        | 222 km/h             | 880 kg     | 2               | 5.185 m    | 5205      |
| Sopwith Camel          | Vereinigtes Königreich | 1916-12-31 | 1917-06-15       | 130 PS        | 185 km/h             | 659 kg     | 2               | 5.791 m    | 5490      |
| Sopwith Dolphin        | Vereinigtes Königreich | 1917-03-23 | 1918-02-15       | 200 PS        | 211 km/h             | 890 kg     | 2               | 6.100 m    | 2072      |
| Albatros D.Va          | Deutsches Reich        | 1917-04-15 | 1917-07-15       | 185 PS        | 187 km/h             | 937 kg     | 2               | 6.250 m    | 2562      |
| Pfalz D.IIIa           | Deutsches Reich        | 1917-04-15 | 1917-08-15       | 180 PS        | 181 km/h             | 834 kg     | 2               | 6.000 m    | 750       |
| SPAD S.XIII            | Frankreich             | 1917-04-30 | 1917-05-31       | 220 PS        | 222 km/h             | 820 kg     | 2               | 6.650 m    | 8472      |
| Nieuport 28            | Frankreich             | 1917-06-14 | 1918-03-15       | 160 PS        | 195 km/h             | 740 kg     | 2               | 5.200 m    | 300       |
| Fokker Dr.I            | Deutsches Reich        | 1917-07-05 | 1917-09-01       | 130 PS        | 160 km/h             | 585 kg     | 2               | 6.500 m    | 420       |
| Sopwith Snipe          | Vereinigtes Königreich | 1917-10-31 | 1918-08-30       | 230 PS        | 195 km/h             | 955 kg     | 2               | 6.100 m    | 497       |
| L.F.G. Roland D.VIa    | Deutsches Reich        | 1917-11-30 | 1918-05-15       | 160 PS        | 190 km/h             | 820 kg     | 2               | 5.500 m    | 353       |
| Siemens-Schuckert D.IV | Deutsches Reich        | 1917-12-31 | 1918-08-15       | 160 PS        | 190 km/h             | 735 kg     | 2               | 8.000 m    | 123       |
| Fokker D.VII           | Deutsches Reich        | 1918-01-24 | 1918-04-15       | 180 PS        | 189 km/h             | 910 kg     | 2               | 6.000 m    | 800       |
| Fokker D.VIIF          | Deutsches Reich        | 1918-01-24 | 1918-04-15       | 226 PS        | 205 km/h             | 910 kg     | 2               | 7.000 m    | 200       |
| Pfalz D.VIII           | Deutsches Reich        | 1918-01-24 | 1918-09-15       | 160 PS        | 190 km/h             | 740 kg     | 2               | 7.500 m    | 120       |
| Pfalz D.XII            | Deutsches Reich        | 1918-03-31 | 1918-07-15       | 160 PS        | 180 km/h             | 902 kg     | 2               | 5.640 m    | 750       |
| Fokker D.VIII          | Deutsches Reich        | 1918-05-31 | 1918-07-31       | 110 PS        | 204 km/h             | 605 kg     | 2               | 6.300 m    | 289       |

## Nachkriegsverwendung
Nach dem Krieg gelangten einige D.XII nach Polen, wo sie im Krieg gegen Russland eingesetzt wurden. Etwa 175 Pfalz D.XII wurden den Alliierten übergeben, einige davon gelangten für technische Erprobungen in die USA und nach Kanada. Zwei D.XII gelangten zur Firma Crawford Aeroplane & Supply Co. in Venice/Kalifornien. Diese Maschinen, die in den Filmen Hell’s Angels und Dawn Patrol verwendet wurden, sind heute im National Air and Space Museum und dem Seattle Museum of Flight ausgestellt. Auch das Musée de l’Air et de l’Espace in Paris und das Australian War Memorial in Canberra verfügen über eine Pfalz D.XII.

## Weiterentwicklung

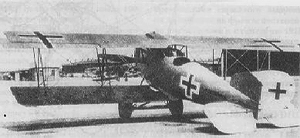
Pfalz D.XIV

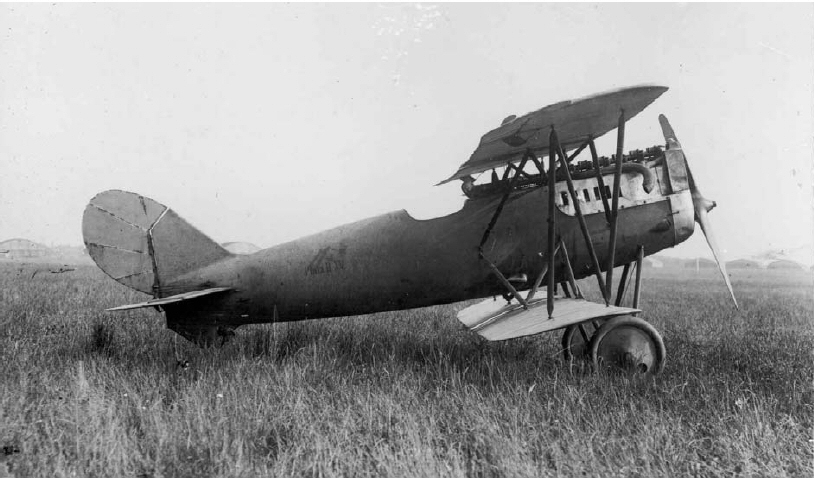
Pfalz D.XV

Als Parallelkonstruktion zur D.XII erschienen die Pfalz D.XIII und Pfalz D.XIV mit dem wesentlich schwereren 200 PS-Benz Bz.IVü-Motor und daher erweiterten Tragflächen mit größerer Spannweite und erweiterten Querrudern. Während die D.XIII im April 1918 wieder aufgegeben wurde, wurde der Prototyp und die erste Serienmaschine der D.XIV zum Flugzeugwettbewerb im Mai 1918 nach Adlershof geschickt. Die D.XIV war zwar etwas wendiger, aber schwer zu landen und versprach insgesamt keine wesentliche Verbesserung gegenüber der D.XII. Außerdem wurde der Benz Bz-IV-Motor für die schweren Aufklärungsflugzeuge benötigt. Pfalz erhielt zwar eine Produktionsfreigabe, es wurden aber nur noch etwa 50 Stück gebaut.
Als Variante der D.XIV wurden verschiedene Prototypen einer Pfalz D.XV mit 185 PS BMW-IIIa-Motor entwickelt. Die Maschine glich der D.XII, die unteren Tragflächen waren jedoch an N-förmigen Streben unterhalb des Rumpfes aufgehängt. Zwei Testflugzeuge gingen eine Woche vor Kriegsende beim dritten Jagdflugzeug-Wettbewerb in Berlin-Adlershof in die Erprobung; sie erwiesen sich als äußerst wendig und leistungsfähig, aber schwierig zu landen. Von der 100 Stück umfassenden Bestellung kamen aufgrund des Kriegsendes nur 15 zur Auslieferung.

## Technische Daten
| Kenngröße                   | Pfalz D.XII               | Pfalz D.XIII         | Pfalz D.XIV          | Pfalz D.XV        |
| --------------------------- | ------------------------- | -------------------- | -------------------- | ----------------- |
| Baujahr                     | 1918                      | 1918                 | 1918                 | 1918              |
| Einsatzzweck                | Jagdflugzeug              | Jagdflugzeug         | Jagdflugzeug         | Jagdflugzeug      |
| Besatzung                   | 1                         | 1                    | 1                    | 1                 |
| Länge                       | 6,35 m                    | 6,30 m               | 6,50 m               | 6,50 m            |
| Spannweite                  | 9,00 m                    | 9,00 m               | 8,50 m               | 8,50 m            |
| Höhe                        | 2,70 m                    | 2,70 m               | 2,85 m               | 2,85 m            |
| Flügelfläche                | 21,70 m²                  | 21,70 m²             | 20,00 m²             | 20,00 m²          |
| Leermasse                   | 717 kg                    | 718 kg               | 718 kg               |                   |
| Startmasse                  | 902 kg                    |                      |                      |                   |
| wassergekühlter Reihenmotor | Mercedes D IIIaü (160 PS) | Benz Bz III (185 PS) | Benz Bz III (185 PS) | BMW IIIa (185 PS) |
| Höchstgeschwindigkeit       | 180 km/h                  | 195 km/h             | 195 km/h             | 200 km/h          |
| Steigzeit auf 1000 m        | 2:30 min                  |                      |                      |                   |
| Steigzeit auf 2000 m        | 7:07 min                  |                      |                      |                   |
| Steigzeit auf 3000 m        | 11:18 min                 |                      |                      | 10:30 min         |
| Steigzeit auf 5000 m        | 30:42 min                 |                      |                      |                   |
| Dienstgipfelhöhe            | 5640 m                    | 6000 m               | 6000 m               | 7000 m            |
| Reichweite                  | 370 km                    | 350 km               | 350 km               | 350 km            |
| Flugdauer                   | 2:30 h                    |                      |                      |                   |
| Bewaffnung                  | 2 MG                      | 2 MG                 | 2 MG                 | 2 MG              |